# Cathédrale de l'Immaculée-Conception de Medellín
Cette  cathédrale et basilique n’est pas la seule cathédrale de l'Immaculée-Conception ni la seule basilique de l'Immaculée-Conception.
La cathédrale de l'Immaculée-Conception de Medellín, ou cathédrale métropolitaine de Medellín (en espagnol : Catedral Metropolitana de Medellín, appelée aussi plus familièrement Catedral Basílica de Nuestra Señora de la Inmaculada Concepción), est une cathédrale ainsi qu'une basilique de Colombie, située à Medellín, dont elle est la principale église,. Elle est également surnommée cathédrale de Villanueva.

## Construction
La construction demanda quarante et un ans. Les plans sont dus à l'architecte français Charles Émile Carré (1863-1909).

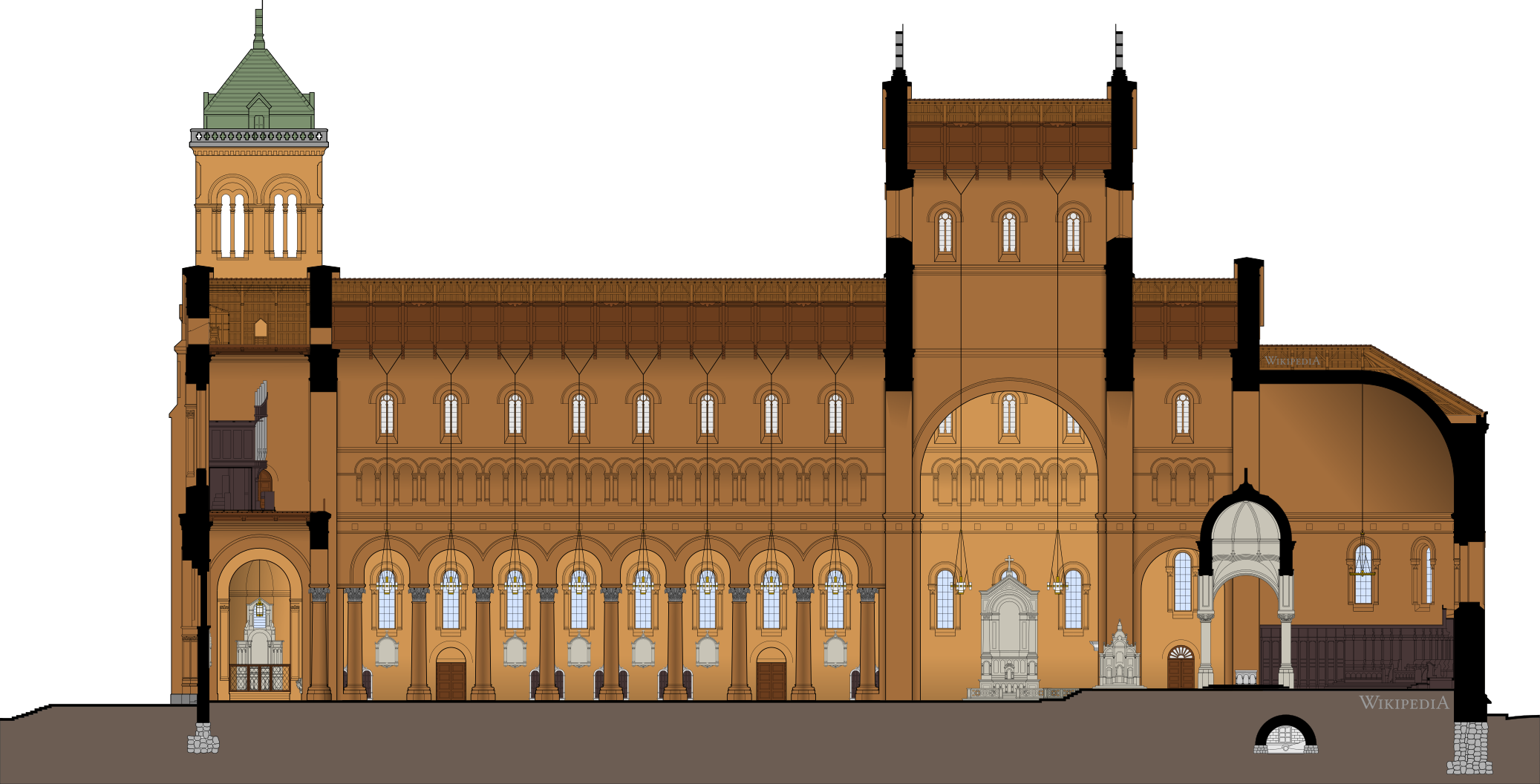
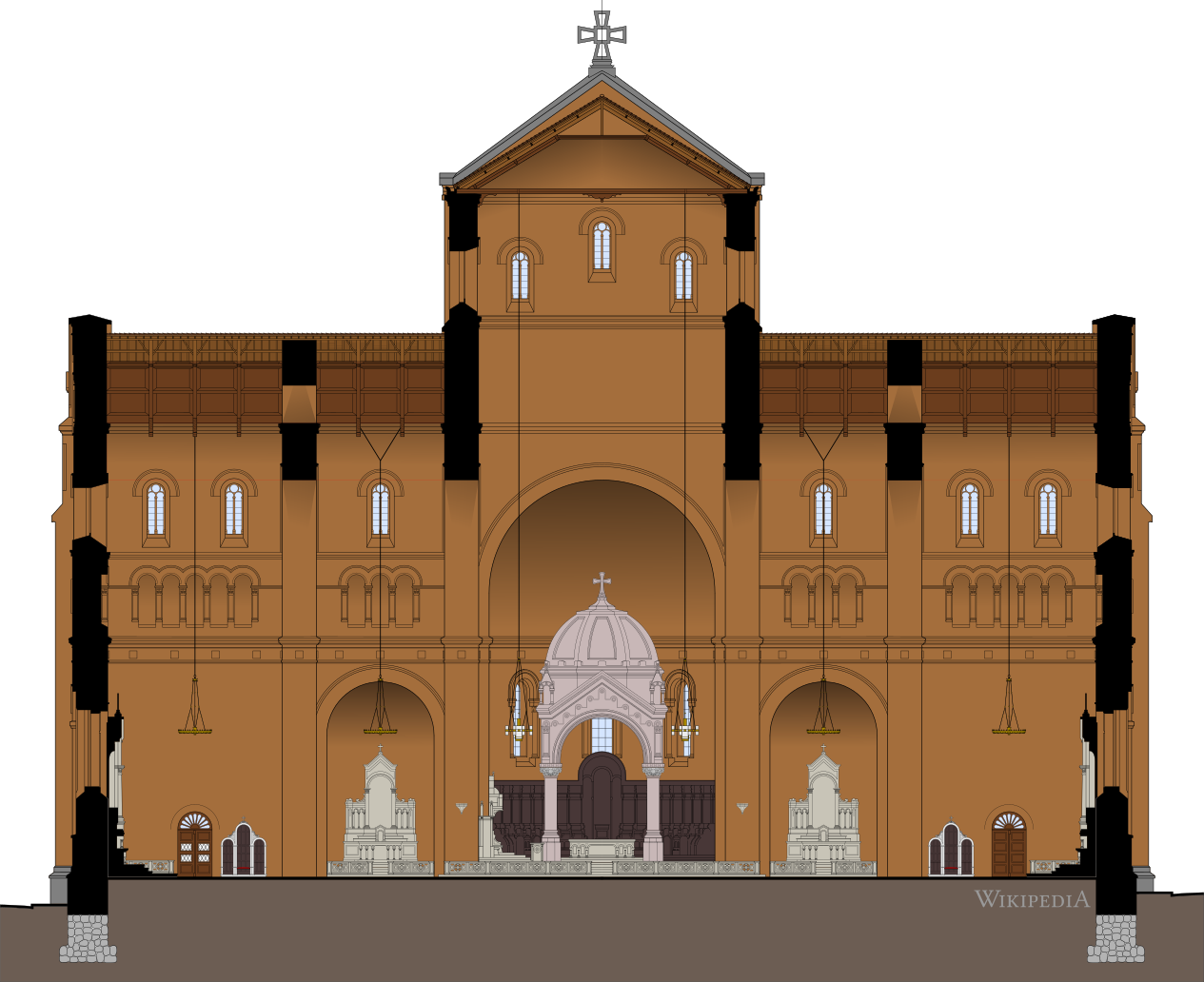